# 住友商事
住友商事株式会社（すみともしょうじ、英: Sumitomo Corporation）は、東京都千代田区大手町二丁目に本社を置く住友グループの大手総合商社。住友グループ広報委員会にも加盟している。日経平均株価およびTOPIX Large70、JPX日経インデックス400の構成銘柄の一つ。
コーポレートメッセージは、「Enriching lives and the world」。日本電気（NEC）、住友電気工業とともに住友グループの新御三家に数えられる。

## 概要
三菱商事、三井物産、伊藤忠商事、丸紅と共に五大商社の一つ。また、最近ではここに双日、豊田通商、兼松を追加して八大商社と称されることもある。
戦前の旧住友財閥には独立した商社部門がなく、住友商事は、戦後発足した商事会社であることから「遅れてきた商社」と呼ばれていた時代があった。これは、住友第三代総理事鈴木馬左也によって1921年に言い渡された「商社設立禁止宣言」のためで、これ以降、住友では「商社の開設」は禁句となった。しかし、第二次世界大戦の敗戦で住友本社の解体が決定的となり、住友本社職員および日本各地、外地からの引揚者のために職場を開設することが緊急課題となり、さし当たって大資本を必要とせず、大量雇用も可能な商事会社の設立案が浮上した。しかし、戦後の経済情勢で独立の商社設立が困難なため、不動産・建設会社で資産内容が良好な住友土地工務に商事部門を併設することになった。
この商事部門の統轄責任者として田路舜哉が就任し、社名を日本建設産業と改め1945年に商事活動をスタートした。ただ、戦前商事会社がなかった住友には、商事に熟達した人材がおらず、さらに住友の禁を破って設立された商事会社であることから、住友グループ内からも異端児扱いされ厳しい船出となった。このような状況下で、田路社長時代の積極拡大路線によって1957年には年間売上高でベストテン入りを果たし、第四代社長植村光雄時代には、「ビッグ・スリー アンド ベスト・ワン」（売上高第三位、利益第一位）を全社ビジョンとし、1983年に利益第1位となった。

## 沿革
- 1919年（大正8年）12月 - 大阪北港株式会社（資本金3500万円）として設立。
- 1944年（昭和19年）11月 - 株式会社住友ビルディングを合併して、商号を住友土地工務株式会社に変更。
- 1945年（昭和20年）11月 - 新たに商事部門への進出を図り、また占領下の財閥商号禁止令の規定もあり商号を日本建設産業株式会社に変更し、商事会社として発足する。
- 1949年（昭和24年）8月 - 大阪・東京・名古屋の各証券取引所に株式を上場。
- 1950年（昭和25年）7月 - 日建設計工務株式会社（現・日建設計）を新設。
- 1952年（昭和27年）6月 - 商号を住友商事株式会社に変更。
- 1955年（昭和30年）6月 - 福岡証券取引所に株式を上場。
- 1962年（昭和37年）12月 - 大阪・東京の営業部門を一体とし商品本部制を実施、鉄鋼・非鉄金属・電機・機械・農水産・化成品・繊維・物資燃料・不動産の9本部を設置。
- 1970年（昭和45年）11月 - 本社および東京支社の名称を廃止し、大阪本社および東京本社と改称。
- 1973年（昭和48年）11月 - フランクフルト証券取引所に株式を上場。
- 1978年（昭和53年）7月 - 英文社名としてSUMITOMO CORPORATION（SUMITOMO SHOJI KAISHA, LTD.）を採用。
- 1979年（昭和54年）6月 - 営業部門制を実施、商品本部を鉄鋼・機電・非鉄化燃・生活物資の4営業部門とする。
- 1996年（平成8年）6月 - 住友商事銅取引巨額損失事件で同社に2,850億円の損害を与えたことが発覚。さらに直後の株主総会では役員退職慰労金に関する株主の質問をさえぎって議事進行を強行。そのため株主代表訴訟および総会決議取消訴訟に発展した。[7][8]
- 1998年（平成10年）2月 - 経営理念・行動指針を制定。
- 2001年（平成13年）4月 - 大阪本社および東京本社の名称を廃止し、6グループのコーポレート部門と9事業部門28本部の営業部門からなる本社に再編。関西、中部および九州・沖縄地域においてブロック制を導入。
- 2001年（平成13年）5月 - 千代田区一ツ橋から中央区晴海一丁目に本社移転。
- 2008年（平成20年）4月 - 昭和シェル石油とLPG事業を統合、エネサンスホールディングスを設立。
- 2010年（平成22年）4月 - 営業部門に新産業・機能推進事業部門を新設する一方、金融・物流事業部門を同事業部門に統合・廃止（7事業部門・25本部体制に変更なし）。
- 2013年（平成25年）4月 - 営業部門を5事業部門22本部に再編。
- 2014年（平成26年）4月 - 国内ブロック制を廃止。
- 2015年（平成27年）4月 - 営業部門を5事業部門21本部に再編。
- 2018年（平成30年）9月 - 晴海トリトンスクエアから千代田区大手町の大手町プレイスに本社移転[9]。
- 2019年（令和元年）
  - 1月4日 - 株式会社三井住友フィナンシャルグループとリース共同事業を再編[10]。
  - 2月14日 - スプリング・インフラストラクチャー・キャピタル株式会社[11]が再生可能エネルギーファンドを設立[12]。
  - 3月18日 - 子会社のSCSK株式会社が株式会社ベリサーブと株式会社JIECに対するTOBを実施し、両社を子会社化[13][14][15]。
  - 4月1日 - 株式会社メタルワンと共同で住商メタルワン鋼管株式会社を設立し、国内鋼管事業を統合[16][17]。
  - 4月2日 - MTU Aero Engines（ドイツ）との合弁会社 Sumisho Aero Engine Lease B.V.（後のSMBC Aero Engine Lease B.V.）の株式65％を三井住友ファイナンス＆リース株式会社へ譲渡し、航空機エンジンリース事業を共同事業化[18][19]。
  - 4月3日 - エアモビリティ分野のリーディングカンパニー Bell Helicopter Textron（アメリカ）と業務提携を締結し、次世代モビリティ分野へ進出[20]。
- 2021年（令和3年）12月30日 - 名古屋証券取引所第一部並びに福岡証券取引所上場廃止[21]。
- 2023年（令和5年） - トレードワルツに出資[22]

## 歴代社長
- 初代 - 田路舜哉
- 第二代 - 津田久
- 第三代 - 柴山幸雄
- 第四代 - 植村光雄
- 第五代 - 伊藤正
- 第六代 - 秋山富一
- 第七代 - 宮原賢次
- 第八代 - 岡素之　慶應義塾大学経済学部卒
- 第九代 - 加藤進　神戸大学経済学部卒
- 第十代 - 中村邦晴　大阪大学経済学部卒
- 第十一代 ‐ 兵頭誠之　京都大学工学部卒
- 第十二代 ‐ 上野真吾　慶應義塾大学商学部卒

## 主要事業所

### 東京
- 本社 - 東京都千代田区大手町2-3-2 大手町プレイス イーストタワー

### 中部
- 中部支社 - 名古屋市中村区名駅1-1-3（JRゲートタワー）
- 浜松支店 - 静岡県浜松市中央区板屋町111-2 （浜松アクトタワー21階）

### 近畿
- 関西支社 - 大阪市中央区北浜4-5-33（住友ビルディング）

### 中国
- 中国支社 - 広島市中区紙屋町1-3-2 （銀泉広島ビル）

### 四国
- 四国支店 - 香川県高松市サンポート2-1 （サンポートビジネススクエア）
- 新居浜支店 - 愛媛県新居浜市新田町3-2-27 （新居浜ビル）
- 今治営業所 - 愛媛県今治市共栄町2-2-1 （朝日生命今治ビル）

## 主要グループ会社
- 日本国内のみを挙げた。
- 公式ホームページ『主要グループ会社』を参照。

### 金属事業部門
- 伊藤忠丸紅住商テクノスチール - 鉄鋼建材製品の販売
- サミットスチール - スチールサービスセンター（鋼材加工・販売）
- 住商メタルワン鋼管 - 鉄鋼・鋼材の加工・販売
- 住商特殊鋼 - 特殊鋼・ステンレスの加工・販売
- 住商メタレックス - 非鉄金属製品、建材、住設配管資材などの販売
- 住友商事グローバルメタルズ - 鉄鋼製品及び非鉄金属製品の販売・貿易
- 北海道シャーリング - スチールサービスセンター（鋼材加工・販売）
- マツダスチール -  スチールサービスセンター（鋼材加工・販売）

### 輸送機・建機事業部門
- e-SHARE石垣 - 電池交換式電動スクーターのシェアリング事業
- エスシー マシーナリ アンド サービス - 機械設備の販売、同設計・製作
- 大島造船所 - 鋼船製造
- キリウ - ディスクローター、ブレーキドラム等自動車用鋳造加工品の製造・販売
  - キリウ大分 - 自動車用鋳造・加工部品の製造販売
  - キリウテクノ - 自動車関連部品の加工設計の設計・販売
  - キリウ山形 - 自動車用鋳造・加工部品の製造販売
- ジャパンチャージネットワーク - 電気自動車およびプラグインハイブリッド車向け充電インフラ事業
- 住商アビーム自動車総合研究所 - 自動車業界特化型コンサルティングサービス
- 住商エアロシステム - 航空宇宙機器の販売
- 住友商事パワー&モビリティ - 機械・電機、自動車などの輸出入
- 住商マリン - 船舶事業関連の業務受託
- 住友精密工業 - 航空機部品・熱交換器など製造販売
- 住友三井オートサービス - 自動車リース事業
- 太陽建機レンタル - 建設機械のレンタル
- フォーアールエナジー - リチウムイオンバッテリーの再利用・再製品化・再販売・原材料回収事業
- 三井住友ファイナンス&リース - 総合リース事業

### インフラ事業部門
- 男鹿風力発電 - 秋田県男鹿市における風力発電事業の運営
- サミットウインドパワー - 茨城県鹿嶋市における風力発電事業の運営
- サミットエナジー - 国内電力小売事業および国内エネルギー関連事業の企画・開発・運営ならびに統括
  - サミット美浜パワー
  - サミット小名浜エスパワー
  - サミット明星パワー
  - サミット半田パワー
  - サミット酒田パワー
- サミット・エアー・サービス - 旅行サービス業
- サミット・グローバル・パワー - 国内外の発電・造水事業における投資開発・運営および技術支援（アラブ首長国連邦アブダビに支店保有）
- 住商インシュアランス - 損害保険・生命保険代理業
- 住友商事パワー&モビリティ - 機械・電機、自動車などの輸出入
- 住商グローバル・ロジスティクス - 総合物流サービス
- 住友商事マシネックス - 機電商品・システムおよび関連商品の販売
- ソーラーパワー北九州 - 福岡県北九州市における太陽光発電設備による発電および売電事業
- ソーラーパワー西条 - 愛媛県西条市における太陽光発電設備による発電および売電事業
- ソーラーパワー苫小牧 - 北海道苫小牧市における太陽光発電設備による発電および売電事業
- ソーラーパワー南相馬・鹿島 - 福島県南相馬市真野・右田・海老地区における太陽光発電設備による発電および売電事業
- ソーラーパワー南相馬・原町 - 福島県南相馬市原町東地区太陽光発電設備による発電および売電事業
- トムラ・ジャパン - 原料容器自動回収機の製造、輸出入および販売、使用済み飲料容器などの回収・リサイクル事業
- ブルーウェル・インシュアランス・ブローカーズ - 再保険仲介、コンサルティング
- ベルメゾンロジスコ - 通信販売業界向け物流センターの企画・運営・管理
- 北海道地域暖房 - 熱供給業

### メディア・デジタル事業部門
- アスミック・エース - 映像ソフトの企画、制作、配給、販売
- イーウェル - 福利厚生代行サービス、健康支援サービス
- SCSK - ソフトウェア開発、情報処理サービス、 通信ネットワークサービス、パッケージ・ソフトおよびソフトウエア・ハードウェアの販売、SIサービスなど、BPO（Business Process Outsourcing）
- SCデジタルメディア - デジタルメディア領域における事業の統括運営および事業投資
  - AlphaBoat - デジタルメディア領域におけるコンテンツ制作、クリエイター管理、広告営業
- クランチロールSCアニメファンド - 製作委員会への出資による日本アニメコンテンツの調達および、その海外向け配信・商品化事業
- ジェイ・スポーツ - スポーツ番組の放送
- JCOM（J:COM） - ケーブルテレビの統括運営を通じた有線テレビジョン放送事業及び電気通信事業、ケーブルテレビ局及びデジタル衛星放送向け番組供給事業統括
  - ジュピターゴルフネットワーク - ゴルフ専門チャンネルの放送
  - ジュピターショップチャンネル - ライブテレビショッピング事業
  - ジュピタービジュアルコミュニケーションズ - 趣味・ライフスタイル専門チャンネル「アクトオンTV◆大人の趣味とライフスタイル」の放送
  - チャンネル銀河 - 総合エンターテインメントチャンネルの放送
  - ディスカバリー・ジャパン - 専門チャンネルの運営事業
- DeSCヘルスケア - 健康レコメンデーションメディア「KenCoM（ケンコム）」の運営を中心とした各種ヘルスケア事業
- ティーガイア（東京証券取引所プライム市場） - 携帯電話等の販売及び代理店業務、企業向けを中心とした通信ソリューションサービスの提供、固定通信サービスの販売取次業務、決済サービス、その他新規事業
- BWAジャパン - 地域BWAによる電気通信事業

### 生活・不動産事業部門
- アイジー工業 - 金属サイディングなどの製品販売
- ウェルネオシュガー - 製糖事業を統括する持株会社（東京証券取引所プライム市場）
  - 日新製糖 - 砂糖の製造、販売
  - 新光糖業 - 分蜜糖製造業
- SMB建材 - 各種建材・建設資材等の販売、および建築工事
- 住商ビルマネージメント -  オフィスビルの運営・管理・企画コンサルティング、建築・設備・電機各種工事の施工・管理及び請負、ビルテナント誘致・仲介
  - エス・シー・ビルサービス - 建物総合メンテナンス業（清掃・設備保全・警備保全）
  - エス・シー・ビルサービス西日本 - 建物総合メンテナンス業（ビル清掃業務等の管理業務を主体とするビルメンテナンス業）
  - 住商インテリアインターナショナル - インテリア設計・施工・企画・調達、家具・カーペット等インテリア関連商品の輸出入・販売
- ケーアイフレッシュアクセス - 生鮮青果物の広域仲卸事業およびサービスセンター事業
- サミット - 食品スーパー事業
  - サミットコルモ - 実用衣料品チェーン
- サミット製油 - 植物油脂の製造販売並びに受託製造充填包装
- 住商アーバン開発 - 商業施設の企画開発・運営管理
- 住商セメント - 生コンクリート、セメント・骨材、コンクリート製品などの販売
- 住商建物 - 不動産の売買・仲介・賃貸・管理
- 住商フーズ - 食肉および加工食品を中心とする食材の開発輸入および国内販売
- 住商モンブラン - 白衣・サービスユニフォーム・ワーキングウェア等の生地および製品の企画・生産・販売、およびリネン資材の生産・販売
- 住商リアルティ・マネジメント - 不動産アセットマネジメント（SCリアルティプライベート投資法人及びSOSiLA物流リート投資法人の資産運用会社）
- スミテックス・インターナショナル - 繊維関連商品（衣料品、繊維原料など）の製造、販売
- セブン工業（東京証券取引所スタンダード市場） - 集成材ほか加工、製造業
- 千葉共同サイロ - サイロ業（小麦、とうもろこし、油糧種子などの荷役、保管、運送）
- トモズ - ドラッグストア・調剤薬局事業
- フェイラージャパン - ドイツ「FEILER」商品の独占輸入元（同ブランドのタオル及びタオル加工品の企画・輸入・販売など）
- マミーマート（東京証券取引所スタンダード市場） - 食品スーパー事業
- 薬樹 - 調剤薬局事業
- ヤサト興産 - ゴルフ場の建設・運営「サミットゴルフクラブ」

### 資源・化学品事業部門
- エネサンスホールディングス - LPGおよびホームソリューションビジネスにおける事業戦略の立案、各販売事業会社の管理・統括
  - エネサンス北海道
  - エネサンス東北
  - エネサンス新潟
  - エネサンス関東
  - エネサンス中部
  - エネサンス九州
  - エネサンス北海道物流
  - エネサンスサービス
- エルエヌジージャパン - LNG（液化天然ガス）事業および関連投融資
- 大阪ガスサミットリソーシズ - 石油・天然ガス開発事業への投資
- ジクシス - LPガスの製造、貯蔵、輸送、売買および輸出入など
- 住商アグリビジネス - 肥料の製造・販売、農業資材の販売
- 住商アグロインターナショナル - 農薬、防疫薬、ペットケア用品ならびに関連資材の開発・販売
- 住商CRM - 炭素関連商品（コークスなど）、耐火物、ならびに鉄鋼生産用副原料などの国内販売、貿易取引
- 住商ファーマインターナショナル - 創薬支援・医薬開発、医薬原材料・製剤販売事業
- 住商マテリアル - 貴金属、希少金属などの売買
- 住友商事ケミカル - 合成樹脂、有機化学品、無機・精密化学品、電子材料などの国内・貿易取引
- スミトロニクス - EMS事業
- 中部コールセンター - 石炭の保管および関連事業
- ペトロコークスジャパン - ニードルコークスの製造および販売
- ペトロサミット石油開発 - 石油・天然ガスなどの探鉱、開発、採取および販売ならびに同種事業に関する投融資

### コーポレート事業部門
- 住商アドミサービス - 人事総務サービス
- 住商ウェルサポート - 一般事務全般
- 住友商事グローバルリサーチ - 住友商事グループ内シンクタンク
- 住友商事フィナンシャルマネジメント - 住友商事およびグループの外国為替、出納関連の財務業務、金融・市況商品のバックオフィス業務、ならびに経理業務全般のサービスの提供

## 広報活動
- Jリーグ・鹿島アントラーズのオフィシャルスポンサーである[23]。
- 日本プロゴルフシニア選手権大会 - 当社が会場のサミットゴルフクラブとの共同特別協賛「住友商事・サミットカップ」と称して開催されている
- 日経スペシャル 未来世紀ジパング〜沸騰現場の経済学〜 - テレビ東京系列で提供されていたテレビ番組。
- 情報7daysニュースキャスター - TBS系列で2020年10月より提供しているテレビ番組。

## 不祥事・事件
- 住友商事銅取引巨額損失事件。1996年6月14日、"ミスター5%"ともあだ名された当時の非鉄金属部長の主導により、銅の簿外取引で2800〜3000億円あまりの巨額損失が発覚し、マスメディアでセンセーショナルに取り上げられた。同年10月22日、同部長は東京地検特捜部に有印私文書偽造、同行使容疑、詐欺容疑により逮捕された[24][25]。
- 社員による就活生への性的暴行事件。就職活動の一環でOB訪問に訪れていた女子大学生に対し、泥酔させたうえ、性交に及んだとして、同社男性社員が2019年3月に警視庁に逮捕された[26]。これを受け同社は同社員を懲戒解雇。加えて全社員に対し、就職活動中の学生らと共に飲酒することを禁じるなどの再発防止策を発表した[27][28]。

## 関係する人物
- 黒田直樹 - 元同社副社長、元通産官僚
- 岸信夫 - 同社出身、元国会議員
- 杉村太郎 - 同社出身、実業家
- 須原清貴 - 同社出身、元日本サッカー協会専務理事
- 堀義人 - 同社出身、実業家